# João Mário Nunes Fernandes
João Mário Nunes Fernandes, noto semplicemente come João Mário (Bissau, 11 ottobre 1993), è un calciatore guineense, attaccante dell'Olympiakos Nicosia.